# Zastava Mjanmara
Zastava Mjanmara je državna zastava nastala tijekom ustavnih promjena u Uniji. Prvotno je bila predložena 10. studenoga 2006. godine. Nova zastava je sadržavala zeleno, bijelo i žuto vodoravno polje, s bijelom zvijezdom u gornjemu lijevome kutu. Zelena bi trebala predstavljati mir, smirenost te i bujnu vegetaciju zemlje; žuta solidarnost, a crvena hrabrost i odlučnost. Zvijezda simbolizira "trajnu postojanost konsolidirane Unije". Nekoliko dana poslije, vlada je odbacila predloženu zastavu. 2007. se pojavio novi prijedlog koji je prihvaćen Ustavom iz 2008. godine. Novi će ustav stupiti na snagu nakon prvoga zasjedanja Mjanmarskoga parlamenta, a nova zastava je postala zakonita 21. listopada 2010. godine.

## Prethodna zastava
Bivša mjanmarska zastava je usvojena 3. siječnja 1974. nakon proglašenja Ne Winovoga proglašenja socijalističke republike.
Zastava se sastoji od crvenoga polja s plavime kvadratom u gornjemu lijevome kutu. Unutar njega nalazi se kotač sa stabljikom riže. Ti socijalistički simboli predstavljaju radnike i seljake. Kotač okružuju 14 petokrakih zvijezda koje predstavljaju mjanmarsku upravnu podjelu. Bijela boja simbolizira čistoću, plava mir i integritet, a crvena hrabrost. 